# N-Formilmetionina

Estructura de la N-formilmetionina

La fMet juega un papel crucial en la síntesis de proteínas en las bacterias, no se utiliza en la síntesis citosólica de proteínas en eucariotas, en donde genes nucleares eucariotas son traducidos. Asimismo, no es utilizado por las Archaeas. En el cuerpo humano, la fMet es reconocida por el sistema inmune como material foráneo, o como una señal de alarma lanzada por las células dañadas, lo cual estimula al cuerpo a luchar contra una infección potencial.

## Función en síntesis de proteína
La fMet es el residuo inicial en la síntesis de proteínas en las bacterias, y, en consecuencia, está situada en el extremo N-terminal del polipéptido creciente, por lo que podríamos decir que es el primer aminoácido de la síntesis proteica de los procariotas.. La fMet es enviada al complejo ribosoma(30S)-mRNA por un tRNA especializado (tRNAfMet) que tiene un anticodón 3'-UAC-5' que es capaz de unirse con el codón de inicio 5'-AUG-3' situado en la mRNA.
La fMet se codifica con el mismo codón de la metionina, el codón AUG. Sin embargo, el AUG es un codón de iniciación. Así que cuando AUG es el codón de inicio, la fMet se utiliza en lugar de la metionina, siendo así el primer aminoácido de la nueva cadena. Cuando el mismo codón aparece posteriormente en el mRNA, el mRNA usa metionina normal. Muchos organismos utilizan variaciones de este mecanismo básico.
La adición del grupo formilo a la metionina es catalizada por la enzima metionil-tRNA formiltransferasa. Esta modificación se realiza después de la metionina ha sido colocada en el tRNA fMet por el aminoacil-tRNA sintetasa.
Tenga en cuenta que la metionina puede colocarse, ya sea en como tRNA fMet o tRNA Met. Sin embargo, la transformilasa catalizará la adición del grupo formilo a la metionina sólo si la metionina fue colocado en el tRNA fMet y no en tRNA Met.
Esta metionina se elimina de mayoría de las proteínas (tanto de acogida y recombinantes (host and recombinant)) por la metionina aminopeptidasa (MAP). Antes que la aminopeptidasa elimine la metionina N-terminal, se debe remover al formilo, para esto se necesita a la enzima péptido desformilasa.
Las mitocondrias de las eucariotas células, incluyendo las de los humanos, y los cloroplastos de las plantas también inician su síntesis de proteína con la N -formylmethionine (ver N -Formylmethionine-leucil-fenilalanina).

## Papel en la respuesta inmunológica
Debido a que la fMet está presente en las proteínas producidas por las bacterias, pero no en las producidas por los eucariotas (a excepción de sus mitocondrias), el sistema inmune lo usa para distinguir lo propio de foráneo. Las células polimorfonucleares pueden unirse proteínas comienzan con fMet, y los utilizan para iniciar la atracción de los leucocitos circulantes y luego estimula las actividades tales como la fagocitosis.
Debido a que el fMet está presente en las proteínas producidas por las mitocondrias y cloroplastos, algunas teorías no lo ven como una molécula que el sistema inmune puede utilizar para distinguir lo propio de lo foráneo. Oligopéptidos y proteínas que contienen fMet parecen detectarse en los tejidos con mitocondrias dañadas, así como por bacterias dañadas, y así puede calificar como una señal de "alarma", como se discute en el modelo del peligro de la inmunidad. El prototipo de oligopéptido que contiene fMet es la N-formilmetionina-leucil-fenilalanina (FMLP) que activa los leucocitos y otros tipos de células mediante la unión con estas células formyl peptide receptor 1 (FPR1) y formyl peptide receptor 2 (FRP2) o el receptor acoplado a proteínas G  ( véase también el formyl peptide receptor 3). Actuando a través de estos receptores, los oligopéptidos y proteínas que contienen fMet participan en la respuesta del sistema inmunitario innato; e inician respuestas de inflamación aguda pero bajo las condiciones de inhibir y resolver estas respuestas. Los oligopéptidos y proteínas que contienen fMet también podrían funcionar en otras respuestas fisiológicas y patológicas.